# Kim Possible Movie: So the Drama
Kim Possible Movie: So the Drama (Kim Possible - O Drama do Amor no Brasil, e Kim Possible - É Um Drama em Portugal) é um filme de animação baseado na série Kim Possible. 

## Enredo
Dr. Drakken tem mais um terrível plano para dominar o mundo e, dessa vez, vai envolver os sentimentos de Kim Possible. A valente heroína se apaixona por Eric, o novo gatinho do colégio, e os dois começam a namorar. Quem não gosta nada dessa história é seu amigo Ron, que fica morrendo de ciúmes e percebe seus verdadeiros sentimentos por KP.
Enquanto isso, Dr. Drakken bota seus planos em ação e ataca a lanchonete preferida de Ron, a Bueno Nacho, com pequenos bonecos diabólicos. O que Kim não sabe é que esse ataque está totalmente relacionado ao seu mais novo namorado. Não perca o desfecho dessa história!

## Recepção
David Nusair do Reel Film Reviews pontuou o filme como 2.5/4 afirmando que o enredo era "magro" e as crianças se divertiriam mais que os adultos, mas que a dublagem era realmente engraçada a os dubladores atuavam melhor que o esperado.
Kevin Carr do 7M Pictures pontuou com 3.5/5 e declarou o filme pode não ser arte, mas seria agradável ao público certo.
O avaliador Mike Long do Jackass Critics, reagiu ao filme como uma parcela final da série Kim Possible, e comentou que "is a fitting denouement, as it encompasses everything that made the show a stand-out on The Disney Channel".